# Festival du film britannique de Dinard 2010

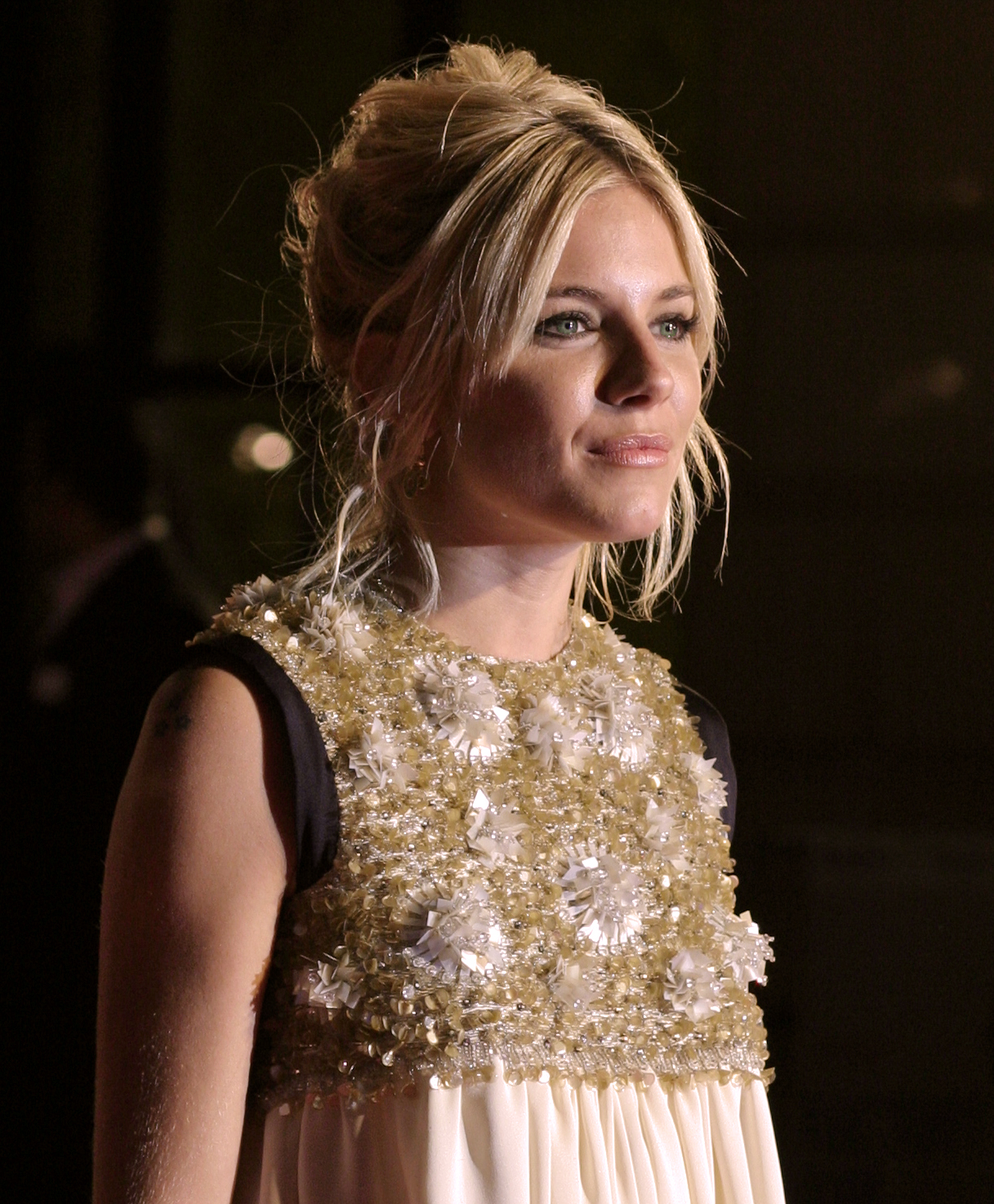
Sienna Miller, membre du jury de l'édition 2010

Le Festival du film britannique de Dinard 2010 est la 21e édition du Festival du film britannique de Dinard. Etienne Chatiliez, acteur et réalisateur français, en est le président du jury.

## Jury
|  | Nom                                   | Qualité                   | Nationalité |
|  | ------------------------------------- | ------------------------- | ----------- |
|  | Etienne Chatiliez (président du jury) | acteur et réalisateur     | France      |
|  | Anne Consigny                         | actrice                   | France      |
|  | Sienna Miller                         | actrice                   | Royaume-Uni |
|  | Sylvie Pialat                         |                           |             |
|  | Elsa Zylberstein                      | actrice                   | France      |
|  | Stéphane Célérier                     | distributeur de film      | France      |
|  | Pascal Elbé                           | acteur et réalisateur     | France      |
|  | Nick Moran                            | réalisateur et acteur     | Royaume-Uni |
|  | Gabriel Range                         | réalisateur et producteur | Royaume-Uni |

## Films sélectionnés

### En Compétition
- Mr. Nice de Bernard Rose
- Sex&Drugs&Rock&Roll de Mat Whitecross
- Skeletons de Nick Whitfield
- Soulboy de Shimmy Marcus
- Treacle Jr de Jamie Thraves
- We Want Sex Equality  (Made in Dagenham) de Nigel Cole

### Film d'ouverture
- Nowhere Boy de Sam Taylor-Wood

### Film de clôture
- Neds de Peter Mullan

### Séance spéciale
- Another Year de Mike Leigh

### Hommages
- Peter Mullan
- Barney Platts-Mills

## Palmarès
- Hitchcock d'or : ex æquo We Want Sex Equality de Nigel Cole et Treacle Jr de Jamie Thraves
- Prix Studio CinéLive du Public : We Want Sex Equality de Nigel Cole
- Le Prix Kodak Limited du Meilleur Directeur de la Photo : Mr. Nice de Bernard Rose
- Le Prix du Meilleur Scénario : We Want Sex Equality de Nigel Cole
- Le Prix Meilleur Court Métrage : Stanley Pickle de Vicky Mather
- Le Prix Coup de Cœur de La Règle du Jeu : Exam de Stuart Hazeldine